# 雙新月雙罩帳
雙新月雙罩帳（Bilunabirotunda）是约翰逊多面體的其中一個，索引為J91。它無法由柏拉圖立體（正多面體）和阿基米得立體（半正多面體）經過切割、增補而得來，是詹森多面體中的基本立體之一。詹森多面體是凸多面體，面皆由正多邊形組成但不屬於均勻多面體，共有92種。這些立體最早在1966年由諾曼·詹森（Norman Johnson）命名並給予描述。

## 性質
雙新月雙罩帳共由14個面、26條邊和14個頂點組成。在其14個面中，有8個正三角形、2個正方形和4個五邊形。在其14個頂點中，有2個頂點是2個三角形和2個五邊形的公共頂點，並且這些面在構成頂角的多面角時，以三角形、五邊形、三角形和五邊形的順序排列，在頂點圖中可以用(3.5.3.5)來表示，或者簡寫為[(3,5)2]；還有8個頂點是2個三角形、1個正方形和1個五邊形的公共頂點，並且這些面在構成頂角的多面角時，以三角形、正方形、三角形和五邊形的順序排列，在頂點圖中可以用(3.4.3.5)或[3,4,3,5]來表示；剩下的4個頂點是1個三角形和2個五邊形的公共頂點，在頂點圖中可以用(3.52)或[3,52]來表示。
雙新月雙罩帳是諾曼·詹森列表末尾的特殊詹森多面體之一，它無法由柏拉圖立體（正多面體）和阿基米得立體（半正多面體）經過切割、增補而得來，然而，它與截半二十面體有關：其名稱中的“罩帳”部分是指圍繞一個頂點的兩個五邊形和兩個三角形的配置，它實際上是正五角罩帳（J6）表面的一部分，正五角罩帳也可以視為截半二十面體的一半。諾曼·詹森將其名稱中的“新月”部分定義為位於罩帳部分兩側的三角形-正方形-三角形帶。在正五角罩帳表面的部份有兩個這樣的部分和兩個這樣的“新月”部分，因此稱雙新月雙罩帳。

### 二面角
雙新月雙罩帳有五種二面角，分別為兩種三角形與正方形的二面角，以及兩種三角形與五邊形的二面角以及一種五邊形和五邊形的二面角。
其中，兩種三角形與正方形的二面角分為在“新月”部分上的，以及“新月”與“罩帳”交錯部分的。
其中，“新月”部分上的三角形與正方形的二面角角度約為159.09度：
{\displaystyle \arccos \left(-{\frac {1+{\sqrt {5}}}{\sqrt {12}}}\right)\approx 2.7767288\approx 159.094843^{\circ }}
而“新月”與“罩帳”交錯部分的三角形與正方形的二面角角度約為110.9度：
{\displaystyle \arccos \left(-{\sqrt {\frac {3-{\sqrt {5}}}{6}}}\right)\approx 1.935660\approx 110.905157^{\circ }}
兩種三角形與五邊形的二面角分為在“罩帳”部分上的，以及“新月”與“罩帳”交錯部分的。
其中，“罩帳”部分上的三角形與五邊形的二面角角度約為142.62度：
{\displaystyle \arccos \left(-{\sqrt {\frac {5+2{\sqrt {5}}}{15}}}\right)\approx 2.48923451\approx 142.622632^{\circ }}
而“新月”與“罩帳”交錯部分的三角形與五邊形的二面角角度約為100.81度：
{\displaystyle \arccos \left(-{\sqrt {\frac {5-2{\sqrt {5}}}{15}}}\right)\approx 1.75950686\approx 100.812317^{\circ }}
而五邊形和五邊形的二面角為5的平方根倒數的反餘弦值，角度約為63.43度：
{\displaystyle \arccos \left({\frac {1}{\sqrt {5}}}\right)\approx 1.1071487\approx 63.434949^{\circ }}

### 頂點座標
幾何中心位於原點且邊長為單位長的雙新月雙罩帳頂點座標為：
{\displaystyle \left(0,0,\pm {\frac {\varphi }{2}}\right)}
{\displaystyle \left(\pm {\frac {\varphi +1}{2}},\pm {\frac {1}{2}},0\right)}
{\displaystyle \left(\pm {\frac {1}{2}},\pm {\frac {\varphi }{2}},\pm {\frac {1}{2}}\right)}
其中，{\displaystyle \varphi ={\frac {1+{\sqrt {5}}}{2}}}為黃金比例。

## 相關多面體
6個雙新月雙罩帳可以圍繞一個立方體形成一個五角十二面體群對稱的結構。邦妮·麥迪遜·斯圖爾特將這種6個雙新月雙罩帳的模型標示為6J91(P4).
該結構與正十二面體結合可以完成空間填充，也就是結合了雙新月雙罩帳、立方體和正十二面體的空間填充。
|  | 空間填充 | 6個雙新月雙罩帳可以圍繞一個立方體 | 12個雙新月雙罩帳圍繞一個正十二面體 |

雙新月雙罩帳可以在五邊形面上疊上錐體構成側錐雙新月雙罩帳，然而若要確保所有面皆為正多邊形時，其會變為共面的多面體，因此只能算做擬詹森多面體。特別地，側錐雙新月雙罩帳和異側鄰二側錐雙新月雙罩帳因所有頂點都嚴格位於頂角上，因此屬於78個條件邊正多邊形凸多面體之一。
| 側錐數量 | 0            | 1                | 2                    | 2                    | 2                        | 3                  | 4                  |
| -------- | ------------ | ---------------- | -------------------- | -------------------- | ------------------------ | ------------------ | ------------------ |
| 圖像     | 雙新月雙罩帳 | 側錐雙新月雙罩帳 | 對二側錐雙新月雙罩帳 | 鄰二側錐雙新月雙罩帳 | 異側鄰二側錐雙新月雙罩帳 | 三側錐雙新月雙罩帳 | 四側錐雙新月雙罩帳 |

## 外部連結
- 埃里克·韦斯坦因. . MathWorld.
  - 埃里克·韦斯坦因. . MathWorld.